# Tom Cleverley
Thomas William Cleverley, detto Tom (Basingstoke, 12 agosto 1989), è un allenatore di calcio ed ex calciatore inglese, di ruolo centrocampista, tecnico del Plymouth.

## Biografia
Suo prozio Reg Stratton è stato un calciatore professionista in Inghilterra e Canada.

## Caratteristiche tecniche
Centrocampista versatile, dotato di buona tecnica e rapidità, possiede un ottimo tiro dalla distanza.

## Carriera

### Club

#### I vari prestiti
Dopo essere cresciuto nel Bradford City fino a 15 anni, viene acquistato dal Manchester Utd. Fa il proprio esordio per la squadra riserve avviene circa un anno dopo il suo arrivo, in uno 0-0 contro il Bolton. Ad inizio 2007 era ormai diventato un titolare fisso nella formazione Under-18, finché un infortunio lo costrinse a stare fermo per 7 mesi. Durante il precampionato della stagione 2007-2008 viene convocato in un tour estivo, in prima squadra, giocando gli ultimi minuti della partita contro i Kaizer Chiefs andando anche in gol.
Il 16 gennaio 2009 viene dato in prestito al Leicester City. Tre giorni dopo la firma fa il proprio debutto con le Foxes in un match vinto per 2-0 in casa dello Yeovil Town, sostituendo Matty Fryatt all'85' minuto. Mette a segno la sua prima rete con il club nel successo in trasferta contro il Walsall (1-4). Totalizzerà appena 15 presenze e due reti prima che il suo prestito venga interrotto anticipatamente per via di un suo infortunio alla spalla, che lo porterà a sottoporsi ad un intervento chirurgico il 2 aprile 2009. Sebbene egli fosse ritornato allo United, il giocatore ha comunque potuto aggiungere al proprio palmarès il titolo di Football League One vinto dal Leicester.
Tornato dal prestito a fine stagione, inizia la nuova esordendo, ancora una volta in una partita di precampionato, contro il Valencia segnando anche un gol. Il 18 agosto viene dato in prestito fino a gennaio al Watford, facendo già il proprio debutto in una vittoria in casa del Nottingham Forest: è subentrato ad inizio secondo tempo venendo ammonito al 49' minuto, mettendo poi a segno la rete del definitivo 2-4 negli ultimi minuti della gara. Poco dopo aver messo a referto una rete contro il Preston North End, la società decide di estendere il suo prestito fino alla fine della stagione. Nelle successive 20 presenze mette a segno altre 5 reti, finché un infortunio ai legamenti lo costringerà a saltare tutto il resto di stagione. Termina l'annata 2009-2010 mettendo a segno 11 reti in 33 presenze di campionato, vincendo tra l'altro il premio di Giocatore della Stagione per il proprio club.
Tornato al Manchester United, il 1º luglio 2010 decide di rinnovare il proprio contratto con la società per altri tre anni. Successivamente, prende parte al tour americano della squadra, segnando anche il gol del definitivo 3-1 contro il Celtic. Il 31 agosto 2010 passa in prestito annuale al Wigan. Debutta ufficialmente con il club l'11 settembre seguente in una gara pareggiata per 1-1 contro il Sunderland, subentrando a Mauro Boselli al 75' minuto. Il 27 novembre successivo ha messo a segno la sua prima rete in un match perso in casa del West Ham (3-1). Il 31 gennaio 2011, il Manchester United ha accettato di voler lasciare Cleverley in prestito ai Latics fino alla fine della stagione. Termina la stagione totalizzando 25 presenze mettendo a segno 4 reti.

#### Manchester United
Dopo il ritiro di Paul Scholes, il Manchester United è ritrovato con un posto scoperto a centrocampo, e Cleverley venne presto identificato come il suo perfetto sostituto dal tecnico Alex Ferguson.
Dopo aver giocato tutti i 90 minuti di un'amichevole pre-campionato contro il Barcellona, il giocatore è stato oggetto di elogio da parte di Ferguson, che lo ha etichettato come il migliore in campo per quella gara. Ha fatto il proprio debutto con la maglia dello United nel Community Shield 2011 subentrando al posto di Michael Carrick e servendo l'assist del momentaneo 2-2 a Nani. A poco a poco, Cleverley inizia ad ottenere sempre più spazio all'interno dell'undici titolare, salvo poi infortunarsi nuovamente ai legamenti del ginocchio in una gara contro il Bolton, rimanendo fuori dai giochi per un intero mese. Il mese successivo, il giocatore decide di rinnovare il proprio contratto fino all'estate del 2015. Dopo altre due apparizioni, il giocatore affronterà un nuovo infortunio, questa volta alla caviglia, e anche se all'inizio sembrò meno grave del previsto, costrinse Cleverley a rimanere fermo fino all'inizio della sosta natalizia. Torna a giocare il 16 febbraio 2012 in una gara valida per l'Europa League vinta per 2-0 in casa dell'Ajax. Tuttavia, da lì in poi Cleverley verrà usato sempre più sporadicamente, con lo stesso giocatore che definirà questa stagione come la peggiore della sua vita.
Nell'ottobre 2012 realizza la sua prima rete in maglia Devils nello 0-3 a Newcastle. Il 15 dicembre 2012 segna un'altra rete nel 3-1 contro il Sunderland. Il giocatore terminerà l'annata 32 presenze e mettendo a segno 4 reti, contribuendo alla vittoria del campionato dei Red Devils.
Inizia la stagione 2013/2014 con la vittoria per 2-0 in Community Shield ai danni della retrocesso Wigan. Durante il prosieguo della stagione, Cleverley si ritroverà più volte a competere con il neoacquisto Marouane Fellaini per un posto in squadra, venendo adattato in una posizione più profonda rispetto al normale. Il primo gol stagionale arriva il 15 dicembre 2013 nella vittoria per 0-3 contro l'Aston Villa. Tuttavia, a causa delle prestazioni incolore della squadra, il giocatore è stato soggetto di forti accuse da parte dei tifosi, che in quel periodo crearono una petizione per non farlo convocare nella Nazionale inglese in vista dei Mondiali del 2014, respinta dall'allora tecnico David Moyes.
All'inizio della stagione 2014-2015, anche per via dell'arrivo di nuovi acquisti, Cleverley trova poco spazio e, dopo l'approdo in panchina di Louis van Gaal, viene definitivamente messo ai margini della squadra.

#### Il prestito all'Aston Villa
Il 1º settembre 2014 passa all'Aston Villa con la formula del prestito. Il 13 settembre seguente esordisce con la nuova maglia, nella vittoria per 1-0 contro il Liverpool ad Anfield. Dopo alcune prestazioni incolore, il giocatore diverrà oggetto di screzio da parte della tifoseria dei Villans, venendo prontamente difeso dall'allora tecnico Paul Lambert in una conferenza stampa. Il 25 aprile 2015 segna il suo primo gol con i Villans, nella partita persa per 2-3 sul campo del Manchester City. Il 9 maggio mette a segno la rete decisiva in una gara contro il West Ham United, fondamentale per la salvezza della propria squadra. Dopo aver perso per 4-0 la finale di FA Cup contro l'Arsenal, la società londinese decide di non riscattare il giocatore e di rimandarlo al Manchester United che, in successione, rescinderà il suo contratto lasciandolo svincolato.

#### Everton
Il 1º luglio 2015 viene ufficializzato il suo passaggio a titolo gratuito all'Everton dopo alcuni rumour riguardanti il suo acquisto a titolo definitivo da parte dell'Aston Villa. Debutta ufficialmente con le Toffees l'8 agosto seguente in una gara pareggiata per 2-2 contro il Watford. Poco tempo dopo, durante una gara contro il Tottenham, Cleverley subisce un infortunio al malleolo, che lo costringerà a rimanere fuori dal campo da gioco per circa otto settimane. Torna in campo il 28 novembre seguente, sostituendo James McCarthy al 68' minuto in una gara contro il Bournemouth (3-3). Il 26 dicembre mette a segno la sua prima rete della sua esperienza all'Everton al 90' minuto ai danni del Newcastle United. Conclude la sua prima annata totalizzando 30 presenze mettendo a segno 2 reti.
Tuttavia, nella sua seconda annata il giocatore si ritroverà molto indietro nelle gerarchie del nuovo tecnico Ronald Koeman. Da lì in poi, il giocatore verrà impiegato con minor costanza accomodandosi sempre più spesso in panchina. In 6 mesi si limiterà a scendere in campo in sole 12 occasioni, venendo successivamente inserito nella lista dei partenti per il mercato di gennaio.

#### Ritorno al Watford e ritiro
Il 12 gennaio 2017 Cleverley fa ritorno al Watford in prestito con diritto di riscatto. Fa il suo nuovo debutto con gli Hornets appena due giorni dopo la firma, in una gara pareggiata a reti bianche contro il Middlesbrough. Dopo aver riscontrato un ottimo impatto dopo il suo ritorno al club, il 31 marzo 2017 viene annunciato che il centrocampista inglese si sarebbe aggregato in maniera definitiva alla squadra a partire dal 1º luglio. Conclude l'annata 2016-2017 totalizzando 17 presenze.
Nell'annata successiva Cleverley continuerà a giocare regolarmente anche dopo l'approdo in panchina di Marco Silva. Il 15 ottobre 2017 mette a segno la sua prima rete con la maglia del Watford in una gara vinta per 2-1 contro l'Arsenal. Successivamente, il giocatore ringrazia il tecnico affermando di essere molto soddisfatto del nuovo ruolo assegnatogli. Successivamente, nell'annata 2019-2020 vedrà la propria squadra retrocedere in Championship, salvo poi tornare in Premier League la stagione successiva. Dopo aver affrontato l'ennesima retrocessione nella stagione 2021-2022, l'annata seguente viene nominato capitano della squadra.
Il 1º luglio 2023 annuncia il proprio ritiro dalle attività agonistiche per via dei continui problemi fisici.

### Nazionale
Esordisce nella nazionale Under-20 l'11 agosto 2009 nella partita vinta 5-0 contro il Montenegro; il suo debutto nell'Under-21 arriva il 4 settembre 2009 nella vittoria contro la Macedonia. Debutta il 15 agosto 2012, con la nazionale maggiore, giocando da titolare tutti e 90 minuti, nell'amichevole di Berna, vinta (2-1) dalla nazionale inglese contro l'Italia.

### Allenatore

#### Watford
Poco dopo il suo ritiro da calciatore, ottiene l'incarico di allenare le formazioni giovanili del Watford.
Il 9 marzo 2024, in seguito all'esonero di Valérien Ismaël, è stato nominato tecnico ad interim della prima squadra, debuttando ufficialmente in panchina una settimana dopo, in una gara contro il Birmingham City. Dati i buoni risultati ottenuti, il 24 aprile 2024 viene confermato anche per la stagione successiva. Conclude l'annata 2024-2025 al 14⁰ posto mancando la qualificazione ai play-off, ragione per cui, il 6 maggio 2025, viene esonerato dalla dirigenza.

#### Plymouth
Il 13 giugno 2025 diviene il nuovo tecnico del Plymouth, neoretrocesso in League One, con cui firma un contratto triennale con decorrenza dal 1º luglio.

## Statistiche

### Presenze e reti nei club
| Stagione              | Squadra               | Campionato            | Campionato | Campionato | Coppe nazionali | Coppe nazionali | Coppe nazionali | Coppe continentali | Coppe continentali | Coppe continentali | Altre coppe | Altre coppe | Altre coppe | Totale | Totale |
| Stagione              | Squadra               | Comp                  | Pres       | Reti       | Comp            | Pres            | Reti            | Comp               | Pres               | Reti               | Comp        | Pres        | Reti        | Pres   | Reti   |
| --------------------- | --------------------- | --------------------- | ---------- | ---------- | --------------- | --------------- | --------------- | ------------------ | ------------------ | ------------------ | ----------- | ----------- | ----------- | ------ | ------ |
| 2008-gen. 2009        | Manchester Utd        | PL                    | 0          | 0          | FACup+CdL       | 0               | 0               | UCL                | 0                  | 0                  | CS+SU+Cmc   | 0           | 0           | 0      | 0      |
| gen.-giu. 2009        | Leicester City        | FL1                   | 15         | 2          | FACup+CdL       | 0               | 0               | -                  | -                  | -                  | FLT         | 0           | 0           | 15     | 2      |
| 2009-2010             | Watford               | FLC                   | 33         | 11         | FACup+CdL       | 1+1             | 0               | -                  | -                  | -                  | -           | -           | -           | 35     | 11     |
| 2010-2011             | Wigan                 | PL                    | 25         | 4          | FACup+CdL       | 0               | 0               | -                  | -                  | -                  | -           | -           | -           | 25     | 4      |
| 2011-2012             | Manchester Utd        | PL                    | 10         | 0          | FACup+CdL       | 0+1             | 0               | UCL+UEL            | 0+3                | 0                  | CS          | 1           | 0           | 15     | 0      |
| 2012-2013             | Manchester Utd        | PL                    | 22         | 2          | FACup+CdL       | 4+1             | 1+1             | UCL                | 5                  | 0                  | -           | -           | -           | 32     | 4      |
| 2013-2014             | Manchester Utd        | PL                    | 22         | 1          | FACup+CdL       | 1+3             | 0               | UCL                | 4                  | 0                  | CS          | 1           | 0           | 31     | 1      |
| ago.- 2014            | Manchester Utd        | PL                    | 1          | 0          | FACup+CdL       | 0               | 0               | -                  | -                  | -                  | -           | -           | -           | 1      | 0      |
| Totale Manchester Utd | Totale Manchester Utd | Totale Manchester Utd | 55         | 3          |                 | 10              | 2               |                    | 12                 | 0                  |             | 2           | 0           | 79     | 5      |
| ago. 2014-2015        | Aston Villa           | PL                    | 31         | 3          | FACup+CdL       | 6+0             | 0               | -                  | -                  | -                  | -           | -           | -           | 37     | 3      |
| 2015-2016             | Everton               | PL                    | 22         | 2          | FACup+CdL       | 4+4             | 0               | -                  | -                  | -                  | -           | -           | -           | 30     | 2      |
| 2016-gen. 2017        | Everton               | PL                    | 10         | 0          | FACup+CdL       | 0+2             | 0               | -                  | -                  | -                  | -           | -           | -           | 12     | 0      |
| Totale Everton        | Totale Everton        | Totale Everton        | 32         | 2          |                 | 10              | 0               |                    | -                  | -                  |             | -           | -           | 42     | 2      |
| gen.-giu. 2017        | Watford               | PL                    | 17         | 0          | FACup+CdL       | 0               | 0               | -                  | -                  | -                  | -           | -           | -           | 17     | 0      |
| 2017-2018             | Watford               | PL                    | 23         | 1          | FACup+CdL       | 1+1             | 0               | -                  | -                  | -                  | -           | -           | -           | 25     | 1      |
| 2018-2019             | Watford               | PL                    | 13         | 1          | FACup+CdL       | 4+0             | 0               | -                  | -                  | -                  | -           | -           | -           | 17     | 1      |
| 2019-2020             | Watford               | PL                    | 18         | 1          | FACup+CdL       | 0+1             | 0               | -                  | -                  | -                  | -           | -           | -           | 19     | 1      |
| 2020-2021             | Watford               | FLC                   | 34         | 4          | FACup+CdL       | 0               | 0               | -                  | -                  | -                  | -           | -           | -           | 34     | 4      |
| 2021-2022             | Watford               | PL                    | 28         | 0          | FACup+CdL       | 1+1             | 0+0             | -                  | -                  | -                  | -           | -           | -           | 30     | 0      |
| 2022-2023             | Watford               | FLC                   | 4          | 1          | FACup+CdL       | -               | -               | -                  | -                  | -                  | -           | -           | -           | 4      | 1      |
| Totale Watford        | Totale Watford        | Totale Watford        | 170        | 19         |                 | 11              | 0               |                    | -                  | -                  |             | -           | -           | 181    | 19     |
| Totale carriera       | Totale carriera       | Totale carriera       | 328        | 33         |                 | 37              | 2               |                    | 12                 | 0                  |             | 2           | 0           | 379    | 35     |

### Cronologia presenze e reti in nazionale

#### Inghilterra
| Cronologia completa delle presenze e delle reti in nazionale ― Inghilterra | Cronologia completa delle presenze e delle reti in nazionale ― Inghilterra | Cronologia completa delle presenze e delle reti in nazionale ― Inghilterra | Cronologia completa delle presenze e delle reti in nazionale ― Inghilterra | Cronologia completa delle presenze e delle reti in nazionale ― Inghilterra | Cronologia completa delle presenze e delle reti in nazionale ― Inghilterra | Cronologia completa delle presenze e delle reti in nazionale ― Inghilterra | Cronologia completa delle presenze e delle reti in nazionale ― Inghilterra |
| Data                                                                       | Città                                                                      | In casa                                                                    | Risultato                                                                  | Ospiti                                                                     | Competizione                                                               | Reti                                                                       | Note                                                                       |
| -------------------------------------------------------------------------- | -------------------------------------------------------------------------- | -------------------------------------------------------------------------- | -------------------------------------------------------------------------- | -------------------------------------------------------------------------- | -------------------------------------------------------------------------- | -------------------------------------------------------------------------- | -------------------------------------------------------------------------- |
| 15-8-2012                                                                  | Berna                                                                      | Inghilterra                                                                | 2 – 1                                                                      | Italia                                                                     | Amichevole                                                                 | -                                                                          |                                                                            |
| 7-9-2012                                                                   | Chișinău                                                                   | Moldavia                                                                   | 0 – 5                                                                      | Inghilterra                                                                | Qual. Mondiali 2014                                                        | -                                                                          |                                                                            |
| 11-9-2012                                                                  | Londra                                                                     | Inghilterra                                                                | 1 – 1                                                                      | Ucraina                                                                    | Qual. Mondiali 2014                                                        | -                                                                          | 62’                                                                        |
| 12-10-2012                                                                 | Londra                                                                     | Inghilterra                                                                | 5 – 0                                                                      | San Marino                                                                 | Qual. Mondiali 2014                                                        | -                                                                          |                                                                            |
| 17-10-2012                                                                 | Varsavia                                                                   | Polonia                                                                    | 1 – 1                                                                      | Inghilterra                                                                | Qual. Mondiali 2014                                                        | -                                                                          |                                                                            |
| 14-11-2012                                                                 | Solna                                                                      | Svezia                                                                     | 4 – 2                                                                      | Inghilterra                                                                | Amichevole                                                                 | -                                                                          | 62’                                                                        |
| 6-2-2013                                                                   | Londra                                                                     | Inghilterra                                                                | 2 – 1                                                                      | Brasile                                                                    | Amichevole                                                                 | -                                                                          | 46’                                                                        |
| 22-3-2013                                                                  | Serravalle                                                                 | San Marino                                                                 | 0 – 8                                                                      | Inghilterra                                                                | Qual. Mondiali 2014                                                        | -                                                                          | 56’                                                                        |
| 26-3-2013                                                                  | Podgorica                                                                  | Montenegro                                                                 | 1 – 1                                                                      | Inghilterra                                                                | Qual. Mondiali 2014                                                        | -                                                                          | 76’                                                                        |
| 14-8-2013                                                                  | Londra                                                                     | Inghilterra                                                                | 3 – 2                                                                      | Scozia                                                                     | Amichevole                                                                 | -                                                                          | 67’                                                                        |
| 10-9-2013                                                                  | Kiev                                                                       | Ucraina                                                                    | 0 – 0                                                                      | Inghilterra                                                                | Qual. Mondiali 2014                                                        | -                                                                          | 87’                                                                        |
| 15-11-2013                                                                 | Londra                                                                     | Inghilterra                                                                | 0 – 2                                                                      | Cile                                                                       | Amichevole                                                                 | -                                                                          | 71’                                                                        |
| 19-11-2013                                                                 | Londra                                                                     | Inghilterra                                                                | 0 – 1                                                                      | Germania                                                                   | Amichevole                                                                 | -                                                                          | 64’                                                                        |
| Totale                                                                     |                                                                            | Presenze                                                                   | 13                                                                         |                                                                            | Reti                                                                       | 0                                                                          |                                                                            |

#### Regno Unito
| Cronologia completa delle presenze e delle reti in nazionale ― Regno Unito olimpica | Cronologia completa delle presenze e delle reti in nazionale ― Regno Unito olimpica | Cronologia completa delle presenze e delle reti in nazionale ― Regno Unito olimpica | Cronologia completa delle presenze e delle reti in nazionale ― Regno Unito olimpica | Cronologia completa delle presenze e delle reti in nazionale ― Regno Unito olimpica | Cronologia completa delle presenze e delle reti in nazionale ― Regno Unito olimpica | Cronologia completa delle presenze e delle reti in nazionale ― Regno Unito olimpica | Cronologia completa delle presenze e delle reti in nazionale ― Regno Unito olimpica |
| Data                                                                                | Città                                                                               | In casa                                                                             | Risultato                                                                           | Ospiti                                                                              | Competizione                                                                        | Reti                                                                                | Note                                                                                |
| ----------------------------------------------------------------------------------- | ----------------------------------------------------------------------------------- | ----------------------------------------------------------------------------------- | ----------------------------------------------------------------------------------- | ----------------------------------------------------------------------------------- | ----------------------------------------------------------------------------------- | ----------------------------------------------------------------------------------- | ----------------------------------------------------------------------------------- |
| 20-7-2012                                                                           | Middlesbrough                                                                       | Regno Unito olimpica                                                                | 0 – 2                                                                               | Brasile olimpica                                                                    | Amichevole                                                                          | -                                                                                   |                                                                                     |
| 26-7-2012                                                                           | Manchester                                                                          | Senegal olimpica                                                                    | 1 – 1                                                                               | Regno Unito olimpica                                                                | Olimpiadi 2012 - 1º turno                                                           | -                                                                                   |                                                                                     |
| 29-7-2012                                                                           | Londra                                                                              | Regno Unito olimpica                                                                | 3 – 1                                                                               | Emirati Arabi Uniti olimpica                                                        | Olimpiadi 2012 - 1º turno                                                           | -                                                                                   |                                                                                     |
| 1-8-2012                                                                            | Cardiff                                                                             | Regno Unito olimpica                                                                | 1 – 0                                                                               | Uruguay olimpica                                                                    | Olimpiadi 2012 - 1º turno                                                           | -                                                                                   |                                                                                     |
| 4-8-2012                                                                            | Cardiff                                                                             | Regno Unito olimpica                                                                | 1 – 1 dts (4 – 5 dcr)                                                               | Corea del Sud olimpica                                                              | Olimpiadi 2012 - Quarti di finale                                                   | -                                                                                   |                                                                                     |
| Totale                                                                              |                                                                                     | Presenze                                                                            | 5                                                                                   |                                                                                     | Reti                                                                                | 0                                                                                   |                                                                                     |

### Statistiche da allenatore
Statistiche aggiornate al 8 maggio 2025.
| Stagione        | Squadra         | Campionato      | Campionato | Campionato | Campionato | Campionato | Coppe nazionali | Coppe nazionali | Coppe nazionali | Coppe nazionali | Coppe nazionali | Coppe continentali | Coppe continentali | Coppe continentali | Coppe continentali | Coppe continentali | Altre coppe | Altre coppe | Altre coppe | Altre coppe | Altre coppe | Totale | Totale | Totale | Totale | % Vittorie | Piazzamento |
| Stagione        | Squadra         | Comp            | G          | V          | N          | P          | Comp            | G               | V               | N               | P               | Comp               | G                  | V                  | N                  | P                  | Comp        | G           | V           | N           | P           | G      | V      | N      | P      | %          | Piazzamento |
| --------------- | --------------- | --------------- | ---------- | ---------- | ---------- | ---------- | --------------- | --------------- | --------------- | --------------- | --------------- | ------------------ | ------------------ | ------------------ | ------------------ | ------------------ | ----------- | ----------- | ----------- | ----------- | ----------- | ------ | ------ | ------ | ------ | ---------- | ----------- |
| mar.-giu. 2024  | Watford         | FLC             | 10         | 2          | 5          | 3          | FACup+CdL       | -               | -               | -               | -               | -                  | -                  | -                  | -                  | -                  | -           | -           | -           | -           | -           | 10     | 2      | 5      | 3      | 20,00      | Sub. 15°    |
| 2024-2025       | Watford         | FLC             | 46         | 16         | 9          | 21         | FACup+CdL       | 1+3             | 0+2             | 0+0             | 1+1             | -                  | -                  | -                  | -                  | -                  | -           | -           | -           | -           | -           | 50     | 18     | 9      | 23     | 36,00      | 14°         |
| Totale carriera | Totale carriera | Totale carriera | 56         | 18         | 14         | 24         |                 | 4               | 2               | 0               | 2               |                    | -                  | -                  | -                  | -                  |             | -           | -           | -           | -           | 60     | 20     | 14     | 26     | 33,33      |             |

## Palmarès
- Football League One: 1

Leicester City: 2008-2009
- Community Shield: 2

Manchester United: 2011, 2013
- Campionato inglese: 1

Manchester United: 2012-2013